# Ian Ross (Fußballspieler, 1947)
Ian Ross (* 26. Januar 1947 in Glasgow; † 9. Februar 2019 in Wigan) war ein schottischer Fußballspieler und -trainer. Er war vielseitig in Mittelfeld und Abwehr einsetzbar und nach anfänglichen Jahren beim FC Liverpool zwischen 1972 und 1976 Stammspieler und Kapitän von Aston Villa. Während seiner späteren Trainerlaufbahn arbeitete er ab Mitte der 1980er-Jahre längere Zeit in Island.

## Sportlicher Werdegang

### Laufbahn als Fußballspieler
Ross wurde als talentierter Jugendfußballer in seiner Heimat Glasgow entdeckt. Es zog ihn früh nach England zum FC Liverpool und dort unterzeichnete er im August 1965 den ersten Profivertrag. Wie bei vielen Talenten üblich, kam er nur zögerlich in der ersten Mannschaft zum Einsatz. Er debütierte am 14. Januar 1967 in einem Erstligaduell gegen Sheffield Wednesday (1:0) per Einwechslung und musste dann bis zum 16. März 1968 auf seinen Startelfeinstand gegen den FC Burnley (3:2) warten. Es folgten lediglich fünf weitere Pflichtspiele in der ausgehenden Saison 1967/68 und vier weitere Partien im Jahr darauf.
Erstmals nachhaltig auf sich aufmerksam machte Ross am 6. Dezember 1969. Er galt zwar als vielseitig einsetzbar, aber in seiner Rolle als Manndecker von Alan Ball – einem Weltmeister von 1966 – im Derby gegen den FC Everton galt er als Schlüssel auf dem Weg zum 3:0-Erfolg. Everton war zu diesem Zeitpunkt Tabellenführer und wurde später englischer Meister und Ross hatte zuvor erst zweimal in der Startelf gestanden. Ausgestattet mit einer guten Form lief er auch in den nächsten vier Partien im Mittelfeld auf und erzielte am Boxing Day 1969 gegen den FC Burnley sein erstes Tor. Nach einer überraschenden Pokalniederlage gegen den Zweitligisten FC Watford verlor er seinen Platz im Team wieder, bevor er als Linksverteidiger in die Spielzeit 1970/71 ging. Diesen Platz musste er jedoch bald an Roy Evans abgeben, der seinerseits von Alec Lindsay beerbt wurde. Große Anerkennung brachte ihm sein Auftritt im Viertelfinalrückspiel des Messepokals im März 1971 gegen den FC Bayern München. Liverpool hatte die erste Partie mit 3:0 gewonnen und in München bewachte er Franz Beckenbauer derart effektiv, dass er fortan der „Schatten des Kaisers“ war. Beim 1:1-Remis, das den „Reds“ das Weiterkommen ermöglichte, erzielte Ross dazu noch einen Treffer. In seiner letzten Saison 1971/72 für Liverpool absolvierte Ross 31 Pflichtspiele, davon 21 in der ersten englischen Liga, dabei zumeist im Mittelfeld oder der in Abwehr als Vertretung für Spieler wie Larry Lloyd, Tommy Smith, Alec Lindsay oder Brian Hall. Noch vor Ablauf der Spielzeit wechselte er im Februar 1972 für eine Ablösesumme von 60.000 Pfund zum damaligen Drittligisten Aston Villa.
In den verbleibenden Partien führte Ross seinen neuen Klub zurück in die zweite Liga. Auch in den folgenden vier Jahren blieb er Stammspieler bei den „Villans“ und agierte zumeist an der Seite von Chris Nicholl in der Abwehrmitte. Die größten Erfolge feierte er 1975 mit dem Aufstieg in die höchste englische Spielklasse und dem Gewinn des Ligapokals, wobei er seine Mannschaft beim 1:0-Finalsieg gegen Norwich City als Kapitän aufs Feld führte. Nach einer erfolgreichen Erstligasaison 1975/76 und dem Klassenerhalt fiel Ross schließlich einem Neuaufbau in der Mannschaft zum Opfer. Nach Leihstationen bei Notts County und Northampton Town schloss er sich dann im Dezember 1976 dem Drittligisten Peterborough United an. In gut zweieinhalb Jahren sammelte er noch einmal 112 Ligaspiele an und verabschiedete sich zum Ende der Saison 1978/79 mit dem Abstieg in die Viertklassigkeit.

### Aktivitäten als Trainer
In Peterborough arbeitete Ross im Trainerstab mit und als er 1979 beim Erstligisten Wolverhampton Wanderers anheuerte, war er in erster Linie als Assistent von John Barnwell eingeplant, der sein ehemaliger Trainer in Peterborough gewesen war. Er blieb bei den „Wolves“ spielberechtigt, lief aber in keiner Partie mehr für die erste Mannschaft auf. Nach Barnwells Entlassung im Januar 1982 übte er interimsmäßig für fünf Spiele, die allesamt verloren gingen, die Chefrolle aus. In einer ähnlichen Rolle als Assistent und Standby-Spieler war er für Hereford United aktiv, wobei er noch einmal auf 15 Ligapartien kam.
Im Jahr 1984 zog es ihn nach Island. Als Trainer von Valur Reykjavík gewann Ross 1985 und 1987 die isländische Meisterschaft. Es folgte ein Engagement von September 1987 bis Februar 1991 bei KR Reykjavík, bevor er nach England zurückkehrte. Bei Huddersfield Town arbeitete er erst als Assistent von Eoin Hand und dann zwischen März 1992 und Juli 1993 als Hauptverantwortlicher. Im November 1993 übernahm er wieder in Island das Traineramt von Keflavík ÍF, trat dort jedoch bereits im Juli 1994 wieder von seinem Posten zurück. Letzte Trainerstation waren 1996 in Schottland die Berwick Rangers. Ross betrieb in seinem späteren Leben zwei Gaststätten und verstarb im Februar 2019 kurz nach seinem 72. Geburtstag.

## Titel/Auszeichnungen
- Isländische Fußballmeisterschaft (2): 1985, 1987
- Englischer Ligapokal (1): 1975
- PFA Team of the Year (1): Saison 1977/78 (3. Liga)